# Taylor Swift (album)
Taylor Swift – debiutancki album studyjny amerykańskiej piosenkarki country i autorki tekstów Taylor Swift. Album został wydany 24 października 2006 przez Big Machine Records. 
Swift napisała piosenki na album podczas pierwszego roku nauki w liceum, a niektóre z nich napisała m.in. z Liz Rose. Producentem albumu został Nathan Chapman. Muzycznie i lirycznie album jest stylizowany na muzykę country, piosenki mówią o romantycznych związkach, wśród których znalazły się takie, które Swift obserwowała.
Album został dobrze odebrany przez krytyków, którzy chwalili talent Swift. Album odniósł komercyjny sukces: w Stanach Zjednoczonych zajął piąte miejsce w notowaniu Billboard 200, znalazł się na liście Top Country Albums i pozostał na niej przez 24 tygodnie z rzędu, a także został uznany pięciokrotnie platynowym przez RIAA. Krążek znajdował się najdłużej na liście Billboard 200 wśród wszystkich albumów wydanych w tej dekadzie. Znalazł się też na listach przebojów m.in. w Australii, Kanadzie i Wielkiej Brytanii.
Płytę promowało pięć singli: „Tim McGraw”, „Teardrops on My Guitar”, „Our Song”, „Picture to Burn” i „Should've Said No”. Wszystkie single uzyskały status platynowych przez RIAA.

## Tło
Swift pochodzi z Wyomissing w Pensylwanii i od wczesnych lat rozwijała zainteresowanie muzyką country i pisaniem piosenek. W wieku jedenastu lat wraz z rodziną odwiedziła po raz pierwszy Nashville w Tennessee, gdzie miała podpisać kontrakt muzyczny. Ostatecznie nie doszło do sfinalizowania umowy z powodu zbyt młodego wieku piosenkarki. Jak sama przyznała: Rozumiem. Bali się przyjąć 13-latkę. Bali się przyjąć 14-latkę. Potem bali się przyjąć 15-latkę. Potem byli zbyt zdenerwowani przyjęciem 16-latki. I jestem pewna, że gdybym nie podpisała kontraktu z Scottem Borchettą [szefem Big Machine Records]. wszyscy by się bali przyjąć 17-latkę. 

## Rozwój i muzyka
Swift napisała utwór „Tim McGraw” podczas swojego pierwszego roku nauki w liceum. Inspiracją do napisania piosenki była świadomość, że jej związek z ówczesnym chłopakiem, Brandonem Borello, rozpadnie się pod koniec roku z powodu wyjazdu chłopaka do college’u. Liz Rose, współautorka kilku utworów z płyty, przyznała w jednym z wywiadów, że Swift przyszła do niej po szkole „z pomysłem na melodię. Dokładnie wiedziała, czego chce”. Nostalgiczna piosenka opisuje wakacyjny romans Swift. Inny singiel z płyty, „Picture to Burn”, opisuje wściekłą dziewczynę po rozpadzie związku. Swift opisuje piosenkę jako „szaloną i całkowicie szczerą”. 
Piosenkarka napisała autobiograficzny utwór „Outside” w wieku dwunastu lat, kiedy to zaczęła pisać swoje pierwsze piosenki. Singiel opisuje nieszczęście i samotność Taylor, które czuła, gdy przez swoją miłość do muzyki country odsuwała się od rówieśników. Inny utwór, „Tied Together with a Smile”, napisała niedługo po tym, jak dowiedziała się, że jedna z jej najlepszych przyjaciółek jest chora na bulimię. Słowa piosenki opisywały piękną dziewczynę borykającą się ze swoimi problemami i jej płacz. Piosenka została dodana na listę utworów w ostatniej chwili, bowiem Swift napisała ją dwa dni przed rozpoczęciem masteringu płyty i drukowaniem broszur. 
Piosenka „Mary's Song (Oh My My My)” została zainspirowana przez małżeństwo z sąsiedztwa. Piosenkarka opisywała je jako „trwałe, jest przeciwieństwem tego, co opisują brukowce”. Utwór „Our Song” powstał na pierwszym roku nauki Swift w liceum na potrzeby szkolnego konkursu talentów. Piosenka jest narracją i opisuje parę młodych ludzi, którzy wykorzystują wydarzenia w ich życiu w miejsce zwykłej piosenki. 

## Nagrywanie
Podczas nagrywania swojego albumu demo Swift pracowała z producentem dem Nathananem Chapman, którego poznała w małej szopie za wydawnictwem, z którym podpisała kontrakt płytowy. W jednym z wywiadów piosenkarka powiedziała: „zawsze tam przychodziłam i grałam kilka nowych piosenek, by w następnym tygodniu miał ten wspaniały utwór, w którym grał na każdym instrumencie, a brzmiało to jak nagranie. Robiliśmy to po roku, koło dwóch lat zanim dostałam kontakt”.
Aby nagrać płytę, Swift musiała wybrać producenta, z którym będzie pracowała. Po rozmowach z różnymi producentami Swift wybrała Chapmana, jednak wytwórnia Big Machine Record była sceptycznie nastawiona do wyboru artystki. Nagrania zostały zrealizowane w ciągu czterech miesięcy.

## Opakowanie albumu i wydanie
Album Taylor Swift został wydany 24 października 2006 roku, znalazło się na nim jedenaście utworów. Swift zaprojektowała opakowanie płyty oraz grafikę w książeczce. 6 listopada 2007 roku album został wydany ponownie pod tytułem Taylor Swift: Deluxe Edition, znalazły się na nim trzy nowe utwory: „I'm Only Me, When I'm With You”, „Invisible” i „A Perfectly Good Heart”, radiowe edycje dla „Teardrops on My Guitar” i „Our Song”, a także pierwsza rozmowa Swift przez telefon z Tim McGraw. Reedycja również zawierała bonusowy krążek DVD, na którym umieszczono m.in. kilka teledysków oraz materiały zakulisowe. Kolejna reedycja została wydana 18 marca 2008 roku i zawierała piosenki z Taylor Swift: Deluxe Edition oraz popową wersję singla „Teardrops on My Guitar”. 27 stycznia 2009 roku ukazał się krążek ze wszystkimi utworami w wersji instrumentalnej. 

## Odbiór przez krytyków
Taylor Swift otrzymała pozytywne recenzje od współczesnych krytyków. Shelly Fabian z About.com chwalił Swift jako „jedną z najbardziej utalentowanych, młodych artystów country w dzisiejszych czasach”, która robi „fantastyczną robotę mieszania nowoczesnej muzyki country z tą tradycyjną”. 
Jeff Tamarkin z Allmusic.com skomentował głos Taylor jako „świeży, wciąż dziewczęcy, pełen nadziei i naiwności, ale również pewny i dojrzały”, skrytykował zaś Nathana Chapmana za stosowanie „niepotrzebnego połysku we wszystkich piosenkach”. 
Rick Bell z Country Standard Time wydał pozytywną opinię, w której docenił fakt, że Swift pisze „inteligentne piosenki”, a także porównał brzmienie muzyki Swift do twórczości Cyndi Thomson i Hillary Duff. 
Chris Neal z Country Weekly uznał, że Swift „pokazuje uczciwość, inteligencję i idealizm, z czym mogą się połączyć słuchacze w każdym wieku” i dodał, że „bardziej przemyślany materiał pokaże talent, który będzie gotowy brzmieć lepiej po liceum”. 

## Notowania
11 listopada 2006 album Taylor Swift zadebiutował na dziewiętnastym miejscu Billboard 200 ze sprzedażą ok. 67 tys. kopii. Płyta stała się albumem najdłużej przebywającym na liście Billboard 200 ze wszystkich albumów wydanych w tej dekadzie (267 tygodni), a także był na szczycie notowania Billboard Top Country Albums Chart przez 24 tygodnie z rzędu. 2 sierpnia 2008 album został zastąpiony na pierwszym miejscu przez kolejną płytę Taylor zatytułowaną Beautiful Eyes EP, dzięki czemu piosenkarka została pierwszą od 1997 roku artystką, której albumy zajęły dwie pierwsze pozycje na Top Country Album. 17 sierpnia 2009 album uzyskał status pięciokrotnej platynowej płyty przez Recording Industry Association of America (RIAA) za sprzedaż ponad 5 milionów egzemplarzy. 
Po sześciu latach od premiery, album zadebiutował na trzydziestej ósmej pozycji w notowaniu najczęściej kupowanych płyt w Nowej Zelandii. Album znalazł się na czternastym miejscu w Kanadzie, gdzie uzyskał status platynowej płyty za osiągnięcie wyniku ponad 80 tys. sprzedanych sztuk. 
W lutym 2013 album sprzedał się w 5 324 tys. egzemplarzy w Stanach Zjednoczonych. W Australii album zadebiutował na trzydziestej trzeciej pozycji na głównym wykresie oraz na trzecim miejscu na liście gatunku country. 5 września album zajął osiemdziesiąte ósme miejsce na liście bestsellerów w Wielkiej Brytanii, gdzie uzyskał status platynowej płyty. 

## Single
19 czerwca 2006 roku został wydany pierwszy singiel z płyty, którym został utwór „Tim McGraw”. Drugim singlem została piosenka „Teardrops on My Guitar”, który został najlepiej sprzedającym się singlem z albumu oraz uzyskał status podwójnej platynowej płyty za sprzedaż w ponad 2 milionach kopii.
Trzecim singlem został utwór „Our Song”, który zadebiutował na szesnastym miejscu Billboard Hot 100 oraz na pierwszym miejscu Hot Country Songs i zdobył status potrójnej platynowej płyty w kraju. 
Czwartym singlem został utwór „Picture to Burn”, zaś piątym – „Should've Said No”, który dotarł do pierwszego miejsca notowania Hot Country Songs oraz uzyskał status platynowej płyty w kraju. 

## Lista utworów

### Edycja standardowa
| Numer i tytuł ścieżki           | Autor                                     | Czas |
| ------------------------------- | ----------------------------------------- | ---- |
| 1. „Tim McGraw”                 | Taylor Swift, Liz Rose                    | 3:52 |
| 2. „Picture to Burn”            | Taylor Swift, Liz Rose                    | 2:53 |
| 3. „Teardrops on My Guitar”     | Taylor Swift, Liz Rose                    | 3:33 |
| 4. „A Place in This World”      | Taylor Swift, Robert Ellis Orrall, Angelo | 3:19 |
| 5. „Cold As You”                | Taylor Swift, Liz Rose                    | 3:59 |
| 6. „The Outside”                | Taylor Swift                              | 3:27 |
| 7. „Tied Together With a Smile” | Taylor Swift, Liz Rose                    | 4:08 |
| 8. „Stay Beautiful”             | Taylor Swift, Liz Rose                    | 3:56 |
| 9. „Should've Said No”          | Taylor Swift                              | 4:02 |
| 10. „Mary's Song (Oh My My My)” | Taylor Swift, Liz Rose, Brian Maher       | 3:33 |
| 11. „Our Song”                  | Taylor Swift                              | 3:22 |

### Enhanced edition
1. „I'm Only Me When I'm With You” – 3:33
2. „Invisible” – 3:23
3. „A Perfectly Good Heart” – 3:40
4. „Teardrops On My Guitar” (Pop Version) – 3:00

#### Bonus extras
1. „Tim McGraw” Enhanced Music Video – 3:51
2. „Taylor's Grand Ole Opry Debut” Enhanced Video

### Edycja Deluxe
6 listopada 2007 ukazała się reedycja płyty, na której zamieszczono dodatkowe piosenki oraz materiały filmowe. 

#### CD
1. „Tim McGraw” – 3:54
2. „Picture to Burn” – 2:57
3. „Teardrops on My Guitar” (Radio Single Version) – 3:24
4. „A Place in This World” (Swift, Robert Ellis Orrall, Angelo Petraglia) – 3:24
5. „Cold as You” – 4:03
6. „The Outside” (Swift) – 3:31
7. „Tied Together with a Smile” – 4:13
8. „Stay Beautiful” – 4:00
9. „Should've Said No” (Swift) – 4:06
10. „Mary's Song (Oh My My My)” (Swift, Rose, Brian Dean Maher) – 3:37
11. „Our Song” (Radio Single Version) (Swift) – 3:24
12. „I'm Only Me When I'm with You” (Swift, Robert Ellis Orrall, Petraglia) – 3:35
13. „Invisible” (Swift, Robert Ellis Orrall) – 3:25
14. „A Perfectly Good Heart” (Swift, Brett James, Troy Verges) – 3:42
15. „Taylor's 1st Phone Call with Tim McGraw” – 4:43

#### DVD
1. „Tim McGraw” video – 4:00
2. First Grand Ole Opry Performance of „Tim McGraw” – 2:57
3. Yahoo! Music Performance & Interview feature of „Tim McGraw” (4:06)
4. „Teardrops On My Guitar” video – 3:45
5. „Teardrops On My Guitar” video Behind The Scenes – 4:16
6. „Our Song” video – 3:30
7. „Our Song” video Behind the Scenes – 11:30
8. GAC Short Cuts Series „A Place in This World” – 21:40
9. CMT's Unplugged video Performance of „Picture to Burn” – 3:14
10. Taylor's Home Movie – 5:40
11. Tim McGraw and Faith Hill performance (only available on versions purchased at Target retail stores)

28 marca 2008 obydwie edycje zostały zastąpione ekskluzywną edycją zawierającą dodatkowy remiks piosenki „Teardrops on My Guitar” oraz dwa teledyski: do utworów „Tim McGraw” i „Teardrops on My Guitar”.

## Personel
- Bruce Bouton – Dobro
- Mike Brignardello – Gitara basowa
- Nick Buda – perkusja
- Gary Burnette – Gitara elektryczna
- Nathan Chapman – Gitara akustyczna, gitara elektryczna, banjo, perkusja, gitara basowa, B-3 organ, wokale w tle
- Stephanie Chapman – wokale w tle
- Eric Darken – Instrumenty perkusyjne
- Dan Dugmore – steel guitar
- Shannon Forest – perkusja
- Rob Hajacos – skrzypce
- Tony Harrell – Keyboard
- Jeff Hyde – banjo
- Andy Leftwich – skrzypce
- Liana Manis – wokale w tle
- Robert Ellis Orrall – wokale w tle
- Lex Price – mandolina
- Scotty Sanders – steel guitar, Dobro
- Taylor Swift – główne wokale, wokale w tle, gitara akustyczna
- Ilya Toshinsky – banjo, gitara akustyczna
- Wanda Vick – skrzypce
- John Willis – mandolina, wysokostrunowa gitara akustyczna, banjo

## Certyfikaty i sprzedaż
| Kraj                     | Certyfikat         | Sprzedaż   |
| ------------------------ | ------------------ | ---------- |
| Australia (ARIA)         | platynowa płyta    | 70 000+    |
| Kanada (MC)              | platynowa płyta    | 100 000+   |
| Singapur (RIAS)          | złota płyta        | 5 000+     |
| Stany Zjednoczone (RIAA) | 7x platynowa płyta | 7 000 000+ |
| Wielka Brytania (BPI)    | złota płyta        | 100 000+   |